# Edmonton–Castle Downs
Circonscription électorale provinciale du Canada
Edmonton-Castle Downs (brièvement Edmonton-Roper) est une circonscription électorale provinciale de l'Alberta (Canada), située dans le nord-ouest d'Edmonton. Son député actuel est la Néo-démocrate Nicole Goehring.

## Liste des députés
| Années                | Années          | Député              | Parti politique           |
| Edmonton-Roper        | Edmonton-Roper  | Edmonton-Roper      | Edmonton-Roper            |
| --------------------- | --------------- | ------------------- | ------------------------- |
|                       | 1993 - 1997     | Sine Chadi          | Libéral                   |
| Edmonton-Castle Downs |                 |                     |                           |
|                       | 1997 - 1999     | Pamela Paul-Zobaric | Libéral                   |
|                       | 1999 - 2001     | Pamela Paul-Zobaric | Indépendant               |
|                       | 2001 - 2004     | Thomas Lukaszuk     | Progressiste-Conservateur |
|                       | 2004 - 2005     | Chris Kibermanis    | Libéral                   |
|                       | 2005 - 2008     | Thomas Lukaszuk     | Progressiste-Conservateur |
|                       | 2008 - 2012     | Thomas Lukaszuk     | Progressiste-Conservateur |
|                       | 2012 - 2015     | Thomas Lukaszuk     | Progressiste-Conservateur |
|                       | 2015 - 2019     | Nicole Goehring     | Néo-démocrate             |
|                       | 2019 - 2023     | Nicole Goehring     | Néo-démocrate             |
|                       | 2023 - en cours | Nicole Goehring     | Néo-démocrate             |